# Verdragen van Osimo
De Verdragen van Osimo werden op 10 november 1975 tussen de Socialistische Federatieve Republiek Joegoslavië en de Republiek Italië in Osimo nabij Ancona ondertekend. Na ratificatie traden zij in werking op 11 oktober 1977.
De verdragen van Osimo omvatten drie basisdocumenten en zestien aanhangsels:
- Verdrag tussen de Socialistische Federatieve Republiek Joegoslavië en de Republiek Italië
- Verdrag over de begunstiging van economische samenwerking tussen beide landen
- Protocol over vrije zones